# Zenon Romańczuk
Zenon Romańczuk, ps. „Zofia”, „Zerwisz” (ur. 23 sierpnia 1890 w Berdyczowie, zm. wiosną 1940 w Charkowie) – kapitan saperów Wojska Polskiego, działacz niepodległościowy, kawaler Orderu Virtuti Militari, ofiara zbrodni katyńskiej.

## Życiorys
Syn Józefa i Ludwiki z Majewskich urodzony 23 sierpnia 1890 w Berdyczowie, ówczesnym mieście powiatowym guberni kijowskiej. W latach 1900–1906 uczęszczał do 2. Gimnazjum w Żytomierzu, w latach 1907-1909 do c. k. I. Wyższej Szkoły Realnej we Lwowie, a od 1909 do c. k. Szkoły Realnej w Krośnie, gdzie w 1912 zdał egzamin dojrzałości. Od 1 listopada 1912 do 20 grudnia 1913 w czasie studiów na Szkoły Politechnicznej we Lwowie był członkiem Związku Strzeleckiego. W 1914 pracował w elektrowni w Żytomierzu jako praktykant.
4 września 1914, po wybuchu I wojny światowej, wcielony do armii rosyjskiej. 28 sierpnia 1915, po ukończeniu szkołę oficerskiej w Kijowie, został mianowany chorążym (praporszczykiem). 14 maja 1916 awansował na podporucznika, a 17 listopada tego roku na porucznika. W 1916 został ranny. Służbę w armii rosyjskiej zakończył 28 grudnia 1917.
Od 25 marca do 1 listopada 1918 działał w Polskiej Organizacji Wojskowej w Kijowie. 27 stycznia 1919 wstąpił do WP, przydzielony do 1 kompanii 1 pułku piechoty Legionów. Brał udział w wojnie z bolszewikami. 30 lipca 1920 pod Demidówką nad Styrem został ranny w bitwie pod Brodami i Beresteczkiem.
W latach 1921–1922 kontynuował studia na Wydziale Budowy Maszyn Politechniki Lwowskiej. W latach 1922–1924 odbył praktykę w batalionie elektrotechnicznym oraz pracował w Oddziale II Sztabu Dowództwa Okręgu Korpusu Nr III na granicy litewskiej, a także kierował robotami budowlanymi w Brześciu, Prużanie i Kobryniu. 8 stycznia 1924 został zatwierdzony w stopniu kapitana ze starszeństwem z 1 czerwca 1919 i 1562. lokatą w korpusie oficerów rezerwy piechoty. Posiadał przydział w rezerwie do 28 pułku piechoty w Łodzi. 27 czerwca 1924 został powołany do czynnej służby. Objął stanowisko dowódcy kompanii i oficera materiałowego batalionu elektrotechnicznego w Nowym Dworze Mazowieckim. W listopadzie 1928 został przeniesiony macierzyście do kadry oficerów saperów z równoczesnym przeniesieniem służbowym do Departamentu Inżynierii Ministerstwa Spraw Wojskowych na stanowisko referenta. Od 1929 w Wojskowym Zakładzie Zaopatrzenia Inżynieryjnego, a następnie w 3 batalionie saperów w Wilnie. W kwietniu 1933 został przeniesiony do Komendy Miasta Wilno na stanowisko referenta administracji koszar. W grudniu 1934 został przeniesiony do Pomocniczej Składnicy Inżynierii w Krakowie na stanowisko zarządcy. Po reorganizacji zajmował stanowisko zarządcy Składnicy Saperskiej Nr 5 w Krakowie. Z dniem 31 grudnia 1938 został przeniesiony w stan spoczynku. Mieszkał w Krakowie przy ul. Kamiennej 45, a później przy ul. Żuławskiego 16 m. 11.
We wrześniu 1939, po agresji ZSRR na Polskę, dostał się do niewoli sowieckiej i przebywał w obozie w Starobielsku. Wiosną 1940 został zamordowany przez funkcjonariuszy NKWD w Charkowie i pogrzebany w bezimiennej, zbiorowej mogile w Piatichatkach, gdzie od 17 czerwca 2000 mieści się oficjalnie Cmentarz Ofiar Totalitaryzmu w Charkowie. Figuruje na Liście Starobielskiej NKWD pod poz. 2795.

Zenon Romańczuk był żonaty, miał syna Tadeusza Lecha (ur. 16 października 1924) i córkę Elżbietę Teresę (ur. 19 października 1927).
5 października 2007 minister obrony narodowej Aleksander Szczygło – decyzją nr 439/MON – mianował go pośmiertnie na stopień majora. Awans został ogłoszony 9 listopada 2007 w Warszawie, w trakcie uroczystości „Katyń Pamiętamy – Uczcijmy Pamięć Bohaterów”.

## Ordery i odznaczenia
- Krzyż Srebrny Orderu Wojskowego Virtuti Militari nr 576[2] – 16 lutego 1921[30][31]
- Krzyż Niepodległości – 27 czerwca 1938 „za pracę w dziele odzyskania niepodległości”[32][1][33]
- Krzyż Walecznych dwukrotnie nr 34157[11][34]
- Medal Pamiątkowy za Wojnę 1918–1921[11]
- Medal Dziesięciolecia Odzyskanej Niepodległości[11]
- łotewski Medal 10 Rocznicy Wojny Niepodległościowej – 6 sierpnia 1929[35][11]
- Odznaka pamiątkowa „Wilno 1919 Wielkanoc”[11]